# Konstal 15N
Konstal 15N – typ prototypowego, dwuczłonowego tramwaju wyprodukowanego w 1963 r. w jednym egzemplarzu w zakładach Konstal. Był to pierwszy polski tramwaj przegubowy, oparty konstrukcyjnie na tramwaju Konstal 13N i prototypowym Konstal 14N. Doświadczenie zdobyte przy budowie tramwaju 15N przyczyniło się do powstania tramwajów Konstal 102N, które produkowano seryjnie od 1967 r..

## Konstrukcja
Konstal 15N był jednokierunkowym, silnikowym wagonem tramwajowym, który składał się z dwóch członów. Pierwszy człon powstał poprzez przycięcie nadwozia tramwaju 13N za oknem po lewej stronie drugich drzwi, a do budowy drugiego wykorzystano nadwozie tramwaju tego samego typu przycięte za oknem po prawej stronie środkowych drzwi. Człony połączone były przegubem zamontowanym na środkowym wózku tocznym. Po prawej stronie każdego z członów znajdowało się dwoje czteroczęściowych drzwi harmonijkowych. Wewnątrz umieszczono plastikowe siedzenia w układzie 1+1.
Nadwozie tramwaju było zamontowane na trzech dwuosiowych wózkach, z których pierwszy i trzeci był napędowy, a środkowy toczny. W każdym ze skrajnych wózków zamontowano po dwa silniki prądu stałego, z których każdy napędzał jedną oś. W tramwaju zastosowano układ bezpośredniego rozruchu silników. Motorniczy kierował tramwajem za pomocą nastawnika w formie kierownicy.

## Dostawy
| Państwo        | Miasto                 | Lata dostaw    | Liczba | Numery taborowe |       |
| -------------- | ---------------------- | -------------- | ------ | --------------- | ----- |
| Polska         | konurbacja górnośląska | 1969           | 1      | 130             | [ 4 ] |
| Łączna liczba: | Łączna liczba:         | Łączna liczba: | 1      |                 |       |

Konstal 15N początkowo przechodził jazdy próbne w Warszawie, a po ich zakończeniu został przekazany do konurbacji górnośląskiej. W trakcie eksploatacji zmieniono fabryczne malowanie w kolorze kremowym na nowe, kremowo-czerwone. Prototypowy 15N kursował m.in. na liniach 14 i 23. Został wycofany z eksploatacji w 1985 r. i zezłomowany.